# 景泰 (宋朝)
景泰（？—11世纪），字周卿，北宋年间普州人。进士起家，补坊州军事推官。后作为尚书屯田员外郎为庆州通判，就上言：“元昊虽称臣，但恐怕包藏祸心。应该选主将，练士卒，修城池，储资粮，以备不虞。”三度上疏，无回复。不久元昊反宋，景泰又献上《边臣要略》二十卷。迁都官、知成州，奏《平戎策》十五篇。
景泰任都官员外郎时，因他先前所作的文章，有人向皇帝推荐他说他知晓兵事，景泰因而得皇帝召对，回答合皇帝的意，康定元年（1040年）九月，改任武职，为左藏库使、知宁州。元昊后来建立政权，史称西夏。庆历元年（1041年）二月，宋夏发生好水川之战，宋将任福败亡，景泰改知原州。元昊率众十万，兵分两路，一路出刘璠堡，一路出彭阳城，攻渭州。宋将葛怀敏救援刘璠堡，在崆峒北作战，败亡，夏军过平凉，到潘原。景泰率兵五千走小道赴原州，先锋左班殿直张迥逗留不进，景泰斩了他以正军法。景泰在彭阳西遇到夏军，裨将夏侯观想退守彭阳，景泰不许，依山列阵，还没成列，夏骑兵来犯，景泰秘密派三百骑分左右翼张旗帜为疑兵。夏军想要遁去，宋军将校请求进击，景泰制止了，遣士兵搜山，果然发现夏军伏兵，与之交战，斩首千余级。二年（1042年）十月以功迁西上阁门使、知镇戎军兼兵马钤辖。久后，领忠州刺史，徙秦凤路马步军总管，卒。
子景思立，熙宁年间屡有战功，官至引进使、忠州防御使、知河州，与董毡部兵作战，阵亡，后其弟景思忠也在左藏库副使、遂州驻泊都监任上与泸州夷人作战，在罗个暮山下阵亡。兄弟相继死于王事，人们都怜惜他们的忠诚。

## 评价
- 《宋史》论曰：景泰辈或起书生，或奋行伍，或出亡命，非有将率（通“帅”）之材也。泰、（王）信以区区之卒，尝摧西夏之强锋，颇知持重以制敌耳。[2]

## 延伸阅读
[在维基数据编辑]
 《宋史·卷326》，出自脱脱《宋史》